# ~4~
~4~ nebo též Krucipüsk sobě je čtvrté studiové album české hudební skupiny Krucipüsk, které bylo vydané v roce 2001.

## Podrobnosti
Oproti předchozí tvorbě je zde patrnější příklon k heavy metalu, ale objevují se zde i náznaky funky. Hlasový projev zpěváka se zde pohybuje od zpěvu, řevu, rapu, až k recitaci. Texty jsou poměrně nekompromisní, zároveň však humorně podané. Zabývají se mj. náboženstvím, mystikou, sexualitou, kriminalitou a smrtí. Deska má celkově temné vyznění.
Autorem přebalu alba je Marcel Musil. Každý text skladby v bookletu alba doplnil tematickým artworkem.

## Přijetí
V recenzi Petra Korála pro server Muzikus.cz je vyzdvihována zábavnost, instrumentální náboj a bohatost nápadů. Album je spolu s následujícím albem Druide! kritiky i fanoušky zpětně považováno za nejlepší z diskografie.

## Seznam skladeb
| Pořadí         | Název                | Autor                    | Délka |
| -------------- | -------------------- | ------------------------ | ----- |
| 1.             | Bafomet a Mendes     | Davídek/Hajíček          | 4:56  |
| 2.             | Pogo                 | Davídek, Hajíček/Hajíček | 2:41  |
| 3.             | My Way               | Davídek, Adam/Hajíček    | 3:36  |
| 4.             | Sexy Woodoo          | Davídek, Adam/Hajíček    | 5:26  |
| 5.             | Cowboy * Krvavej boy | Davídek, Douda/Hajíček   | 3:01  |
| 6.             | Musím do Mexika      | Davídek, Hajíček/Hajíček | 5:52  |
| 7.             | Živý to znaj         | Adam/Hajíček             | 2:17  |
| 8.             | Valibuch             | Davídek, Adam/Hajíček    | 3:53  |
| 9.             | Blázen               | Krucipüsk/Hajíček        | 4:32  |
| 10.            | Wampwaltz            | Davídek, Adam/Hajíček    | 6:43  |
| Celková délka: | Celková délka:       | Celková délka:           | 43:08 |

## Obsazení

### Krucipüsk
- Tomáš Hajíček – zpěv
- Robin Davídek – kytara
- Karel Adam – baskytara
- Vojtěch Douda – bicí

### Technická podpora
- Antonín Rauer – mastering
- Petr Slezák – zvuk
- Marcel Musil, Ernst Barlach – obal
- Adolf Zíka – fotografie